# Papirus

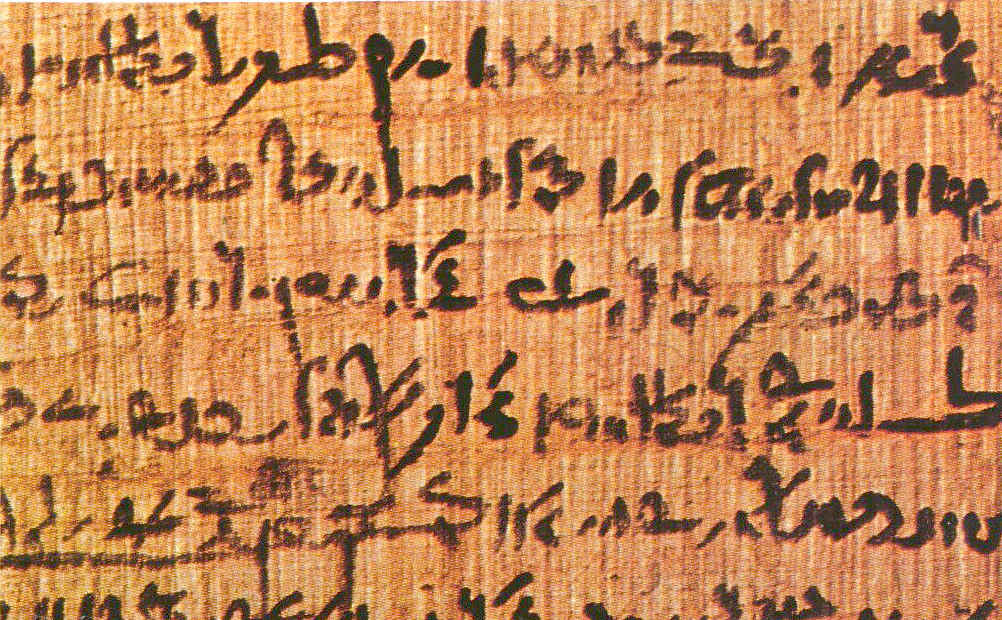
Papirus z zapisem tekstu

Papirus (gr. pápyros → łac. papyrus) – materiał pisarski otrzymywany z tzw. trzciny papirusowej, czyli cibory papirusowej (Cyperus papyrus), rosnącej na bagnistych terenach strefy podzwrotnikowej. Długość jej łodyg dochodzi do 3 metrów. Roślina ta niegdyś powszechnie występowała m.in. w delcie Nilu, gdzie obecnie jest rzadko spotykana.

## Historia

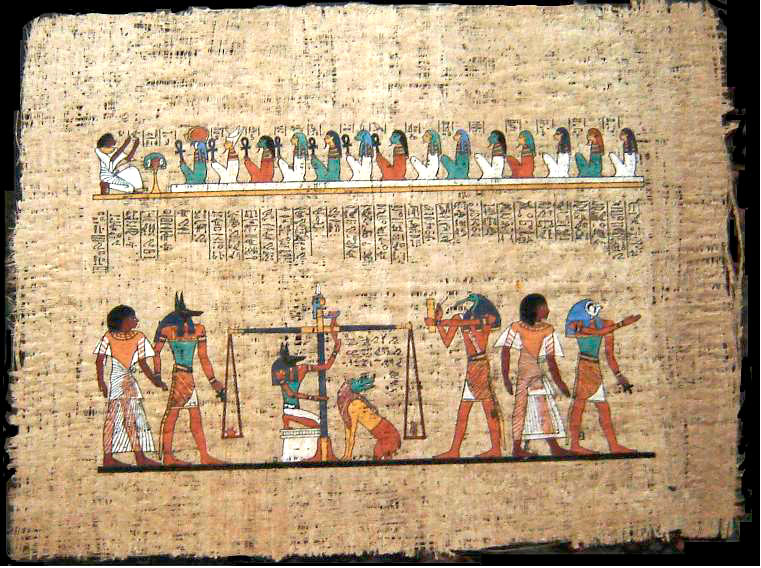
Egipska Księga umarłych zapisana na papirusie

Papirus znany był w starożytnym Egipcie już od III tysiąclecia p.n.e.. Jeden z hieroglifów przedstawia zwój papirusowy, co może świadczyć, że użycie papirusu jako materiału pisarskiego jest tak dawne, jak pismo hieroglificzne. Najstarsze zachowane zabytki piśmiennictwa na papirusie pochodzą z ok. 2600 p.n.e., przede wszystkim odnaleziony w 2013 w Wadi-el-Garf dziennik Merera. Prawdopodobnie już wtedy papirus był powszechnie używany jako nośnik tekstu.
Około VI w. p.n.e. papirus dotarł do Grecji, zaś około III w. p.n.e. pojawił się w Rzymie.
Upowszechnienie papirusu nastąpiło w epoce hellenistycznej. Głównym ośrodkiem produkcji papirusu była od III w. p.n.e. Aleksandria, skąd rozprowadzano go do innych krajów śródziemnomorskich. Był podstawowym materiałem w tworzeniu książek i dokumentów (w postaci zwojów). W późnej starożytności papirus stopniowo był wypierany przez pergamin, bardziej odpowiedni do nowej postaci książki, jaką był kodeks. Niemniej nie zaprzestano produkcji papirusu. W wieku VII, po podboju Egiptu przez Arabów, produkowano papirus i eksportowano go do krajów południowej Europy (Italia oraz Galia), gdzie wykorzystywany był w kancelariach longobardzkiej i merowińskiej.
Produkcja papirusu w Egipcie trwała do X wieku. W Europie najdłużej, bo do połowy XI wieku, stosowano papirus przy sporządzaniu dokumentów w kancelarii papieskiej. Obecnie papirus służy tylko do produkcji mniej lub bardziej dokładnych replik starożytnych dokumentów sprzedawanych jako pamiątki.

## Produkcja

Schemat produkcji karty papirusowej

Większość informacji na temat papirusu jako rośliny zawdzięczamy Teofrastowi (IV / III w. p.n.e.), natomiast produkcję i rodzaje papirusu jako materiału pisarskiego opisał szczegółowo Pliniusz Starszy (I w. n.e.).
Do produkcji materiału piśmienniczego używano łodygi cibory papirusowej, która ma trójkątny przekrój; miąższ krajano na paski w miarę możliwości cienkie i jak najszersze. Następnie układano je gęsto obok siebie na desce zwilżonej wodą tak, by brzegi pasków nachodziły na siebie. Na tę warstwę kładziono w poprzek drugą, po czym obcinano wystające końce. Całość sklepywano, w wyniku czego powstawał spójny arkusz, który później suszono na słońcu. Gotowe arkusze sklejano ze sobą brzegami za pomocą kleju wykonanego z mąki, wody i octu, następnie wygładzano do połysku muszlą lub kością słoniową. W ten sposób powstawał zwój, na który składało się ok. 20 arkuszy, które jeszcze powlekano klejem dla lepszej przejrzystości pisma. Wysokość zwoju sięgała najczęściej od 15 do 17 cm, jednak zachowały się egzemplarze nawet trzykrotnie wyższe.
Zwoje takie, określane jako rotulus lub volumen, przechowywano w cylindrycznych pojemnikach zwanych capsa albo scrinium. Przy użyciu specjalnego atramentu tekst na papirusie zapisywano piórem zwanym calamus. Pisano wyłącznie po jednej stronie – tam, gdzie poziome włókna papirusu tworzyły naturalne linie. Tekst formatowano kolumnami, jedna kolumna zajmowała jeden arkusz. Czytano rozwijając wolumen w lewo i nawijając przeczytane partie na drugi wałek. Po zakończeniu lektury zwój należało przewinąć do początku. W okresie hellenistycznym wielkie zwoje zawierające całość dzieła zaczęto dzielić na mniejsze. 
O gatunku papirusu decydowała szerokość karty (hieratyczny miał 26 cm szerokości, kupiecki – 12 cm) oraz jakość surowca (lepsze gatunki sporządzano z warstw wewnętrznych łodygi, gorsze – z zewnętrznych). Im cieńsze arkusze, tym zwój był cenniejszy, zwracano także uwagę na jaskrawość i gładkość powierzchni, która zapewnić miała dobrą czytelność pisma. Egzemplarze najstarszych zwojów, pochodzących z III tysiąclecia p.n.e., zachowały do dziś miękkość i giętkość umożliwiając ich zwijanie i rozwijanie.

## Największe zbiory papirusów
- Wiedeń – Biblioteka Narodowa (zbiór arcyksięcia Rainera)
- Londyn – British Museum
- Oksford – Bodleian Library
- Berlin – Muzeum Egipskie
- Kair – Muzeum Egipskie
- Neapol – Biblioteka Narodowa